# Monte Augustos
El Monte Augustus (Burringurrah en wajarri) está situado en el parque nacional Mount Augustus a 1100 km al norte de la ciudad de Perth y a 460 kilómetros al este de Carnarvon (Australia). Tiene una altura sobre el nivel del mar de 1106 metros, elevandose a 858 metros sobre llanura circundante, su cresta tiene unos 8 kilómetros de longitud, y cubre 4750 hectáreas de terreno. Es considerado en la industria turística como el monolito más grande del planeta, pero este hecho no está avalado en la literatura geológica ni científica. La roca tiene una antigüedad de 1650 millones de años.
Los alrededores del monte Augustus son las tierras tradicionales de la tribu de Wajarri.

## Información adicional
- El monte Augustos cuenta además con varios senderos que se pueden recorrer, los cuales se dividen en dificultad y distancia.
- Cuenta también con varios estacionamientos alrededor del monte y zona de camping (Muy densa en temporada turística).